# Glauco Nulli
(Epigrafe scolpita sulla tomba di guerra di Glauco Nulli)
Glauco Gerolamo Nulli (Barzanò, 4 agosto 1895 – Catena del Lagorai, 22 maggio 1917) è stato un militare e calciatore italiano, di ruolo difensore, aspirante ufficiale nel 216º Reggimento fanteria "Tevere" prima e nel 59º Reggimento fanteria "Calabria" dal 17 marzo 1917 fino alla sua morte. Fu insignito della medaglia d'argento al valor militare.

## Biografia

### Infanzia e istruzione
Glauco Gerolamo Nulli nacque a Barzanò, comune della provincia di Lecco, dove i coniugi milanesi Raffaele, avvocato, e Adalgisa Nulli villeggiavano con la figlia. Oltre al primo nome, gli fu dato quello del nonno, Gerolamo Nulli, il quale era stato ferito nel marzo del 1849 combattendo nelle dieci giornate di Brescia. A Milano Glauco compì gli studi elementari e nella stessa città conseguì la licenza, alla Regia Scuola Tecnica Industriale intitolata a Barnaba Oriani. Frequentò poi in Svizzera l'Istituto Internazionale di Langnau im Emmental e l'Istituto Bühler di Zurigo, dove studiò le principali lingue straniere e le discipline commerciali.

### BCI e Milan
Nell'ottobre del 1914, all'età di 19 anni, cominciò a lavorare alla Banca Commerciale Italiana (BCI), come addetto alla corrispondenza estera nella sede di Milano. Fu in questo periodo che, appassionato di calcio, si unì al Milan Cricket and Football Club, oggi Associazione Calcio Milan, giocando da difensore. Nel gennaio 1915 lasciò però famiglia, lavoro e squadra per la chiamata alle armi, per la Prima guerra mondiale.

### Carriera militare
Iniziò da soldato nell'82º reggimento di fanteria, ma, grazie alle sue conoscenze linguistiche, venne da subito impiegato presso il Comando supremo. Nel 1916 passò al 215º reggimento, combattendo, nel settembre dello stesso anno, a Cima Bocche. In seguito fece da vedetta per dodici giorni, di cui tre senza cibo, tra basse temperature e tormente di neve. Per questo motivo gli si congelò un piede, e fu mandato all'ospedaletto da campo di Falcade; tuttavia, dopo soli tre giorni, non ancora guarito, volle tornare alla guerra, unendosi agli allievi ufficiali dell'81º reggimento. Dopo 75 giorni di corso fu proposto per la nomina ad aspirante ufficiale, che ottenne con la qualifica di "ottimo"; come lui solo altri due, che erano anziani sottufficiali. Nel marzo 1917 venne assegnato al 216º reggimento di fanteria in qualità di aspirante ufficiale di complemento. Poco prima aveva ottenuto una licenza di premio, così tornò a Milano, per stare con la famiglia qualche settimana; ma per via della congelazione al piede trascorse il periodo negli ospedali militari degli Istituti Clinici e di San Corona, nella città meneghina.

### Morte
Pur avendo ancora bisogno di cure, Glauco, che non volle farsi visitare, ritornò a combattere. Il 6 maggio 1917 partì per la salita del monte Colbricon, della Catena del Lagorai, fino a raggiungere la Ridotta A, a 2147 metri sul mare e a otto dagli austriaci. Nella notte tra il 21 e il 22 maggio 1917, il ventunenne sacrificò la sua vita per salvare i suoi, ormai ridotti a venti, scontrandosi contro un esercito trenta volte più numeroso.
(Il comandante del battaglione di Glauco Nulli, scrivendo al padre del giovane eroe)